# David Contra Goliath
David Contra Goliath (DaCG) ist eine kommunale Wählergruppe in der bayerischen Landeshauptstadt München.
Der Verein David gegen Goliath e.V. (DaGG) wurde 1986 von dem Rechtsanwalt und Journalisten Bernhard Fricke als Antiatomkraftinitiative in Reaktion auf die Nuklearkatastrophe von Tschernobyl gegründet. Später wurden die politischen Schwerpunkte um die Förderung der Sonnenenergie erweitert.
1990 wurde die dem Verein nahestehende Wählergruppe David Contra Goliath gegründet. Bei der Kommunalwahl 1990 gewann David Contra Goliath mit Fricke ein Mandat im Münchner Stadtrat. Auch bei den Stadtratswahlen 1994 und 1996 gewann die Organisation jeweils ein Mandat. Von 1994 bis 1996 spielte Fricke als ein schwieriger Bündnispartner die Rolle eines Zünglein an der Waage, um der rot-grünen Stadtratskoalition die Mehrheit zu ermöglichen. Nach Verlust des Stadtratsmandats war David Contra Goliath eine Weile noch vereinzelt (über Listengemeinschaften) in Münchner Bezirksausschüssen vertreten. Zum Beispiel saß Andreas Nagel, der sich für einen besseren öffentlichen Nahverkehr in München engagierte, knapp 23 Jahre lang für David Contra Goliath im Bezirksausschuss  Bogenhausen.